# Scooby-Doo és a vonakodó farkasember
A Scooby-Doo és a vonakodó farkasember vagy Scooby-Doo és a kezelhetetlen vérfarkas (eredeti cím: Scooby-Doo and the Reluctant Werewolf) 1988-ban bemutatott amerikai televíziós rajzfilm, a Hanna-Barbera stúdióból, amely a harmadik és egyben utolsó Scooby-film a Hanna-Barbera Superstars 10 című animációs film kollekcióban. Az egész estés film a Scooby-Doo, merre vagy? című 1969-es rajzfilmsorozat alapján készült, bár az eredeti felállással, a szereplőkön változtatások történtek. A film főszereplői Scooby, Bozont Rogers, Scrappy-Doo (őt Scooby-Doo és Scrappy-Doo című '79-es rajzfilmsorozatban láthattuk először) és Googie. Utóbbi karakter ebben a filmben debütál, és itt lesz utolsó megjelenése is. Googie Bozont barátnőjeként jelenik meg a tévéfilmben, aki későbbi sorozatokban, illetve filmekben egyszer sem jelent meg.
Az Amerikai Egyesült Államokban 1988. szeptember 14-én adta le a Syndication, Magyarországon a Cartoon Network mutatta be 2005-ben, majd 2009. augusztus 10-én DVD-n is kiadták.

## Cselekmény
A filmben Drakula gróf ismét megrendezi a Szörny Futamot, amin azonban a farkasember nem tud részt venni, ezért újat kell szereznie. Szerencsére a Hold állása miatt valakit át tud alakítani farkasemberré, ezt pedig nem más, mint az autóversenyzőként is munkálkodó Bozont. A vámpír a versenyen való győzelem esetén visszaváltoztatja Bozontot emberré, ezért a srác Scooby-val, Scrappy-vel és barátnőjével, Googie-val próbál az első helyen célba érni.

## Szereplők
| Szereplő               | Eredeti hang     | Magyar hang      |
| ---------------------- | ---------------- | ---------------- |
| Bozont Rogers          | Casey Kasem      | Fekete Zoltán    |
| Scooby-Doo             | Don Messick      | Vass Gábor       |
| Scrappy-Doo            | Don Messick      | Minárovits Péter |
| Googie                 | B. J. Ward       | Urbán Andrea     |
| Repulsa                | B. J. Ward       | Koffler Gizella  |
| Drakula                | Hamilton Camp    | Kőszegi Ákos     |
| Vámpiri                | Pat Musick       | Náray Erika      |
| Brunch                 | Rob Paulsen      | Szűcs Sándor     |
| Pókszörny              | Rob Paulsen      | Kossuth Gábor    |
| Crunch                 | Frank Welker     | Vári Attila      |
| Frankenstein           | Jim Cummings     | Kardos Gábor     |
| Koponya                | Jim Cummings     | ?                |
| Gengis Kong            | Jim Cummings     | ?                |
| Dreadonia              | Joan Gerber      | ?                |
| Nő a boltban           | Joan Gerber      | ?                |
| Dr. Jeckyll / Mr. Hyde | Ed Gilbert       | ?                |
| Múmia                  | Alan Oppenheimer | ?                |
| Sikító nő              | Mimi Seaton      | ?                |

## DVD megjelenés
2004. március 8-án a Warner Home Video kiadta DVD-n az Amerikai Egyesült Államokban a filmet.
Magyarországon magyar szinkronnal szintén a Warner Home Video adta ki DVD-n 2009. augusztus 10-én. Ezelőtt és ez után is sugározta, illetve sugározza a Cartoon Network és a Boomerang is alkalmanként.